# Murasson
Murasson (okzitanisch gleichlautend) ist ein Ort und eine südfranzösische Gemeinde mit 213 Einwohnern (Stand: 1. Januar 2022) im Département Aveyron in der Region Okzitanien (zuvor Midi-Pyrénées). Murasson gehört zum Arrondissement Millau und zum Kanton Causses-Rougiers. Die Einwohner werden Murassonais genannt.

## Lage

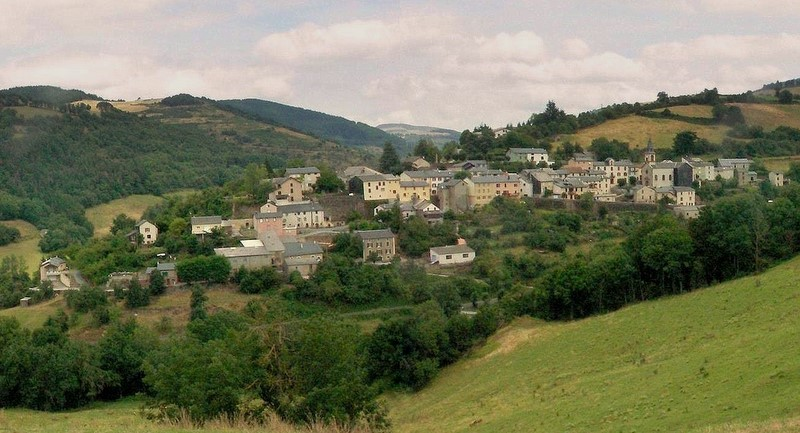
Blick auf Murasson

Murasson liegt etwa 43 Kilometer ostsüdöstlich von Albi im Südwesten der historischen Provinz Rouergue. Das Gemeindegebiet wird vom Flüsschen Liamou durchquert, das zum Rance entwässert, der ganz im Osten entspringt. Umgeben wird Murasson von den Nachbargemeinden Belmont-sur-Rance im Norden, Mounes-Prohencoux im Nordosten und Osten, Peux-et-Couffouleux im Osten, Barre im Osten und Südosten, Moulin-Mage im Süden, Lacaune im Südwesten sowie Saint-Sever-du-Moustier im Westen.

## Bevölkerungsentwicklung
| Jahr                       | 1962 | 1968 | 1975 | 1982 | 1990 | 1999 | 2006 | 2019 |
| Einwohner                  | 424  | 362  | 299  | 266  | 235  | 212  | 207  | 210  |
| Quellen: Cassini und INSEE |      |      |      |      |      |      |      |      |

## Sehenswürdigkeiten

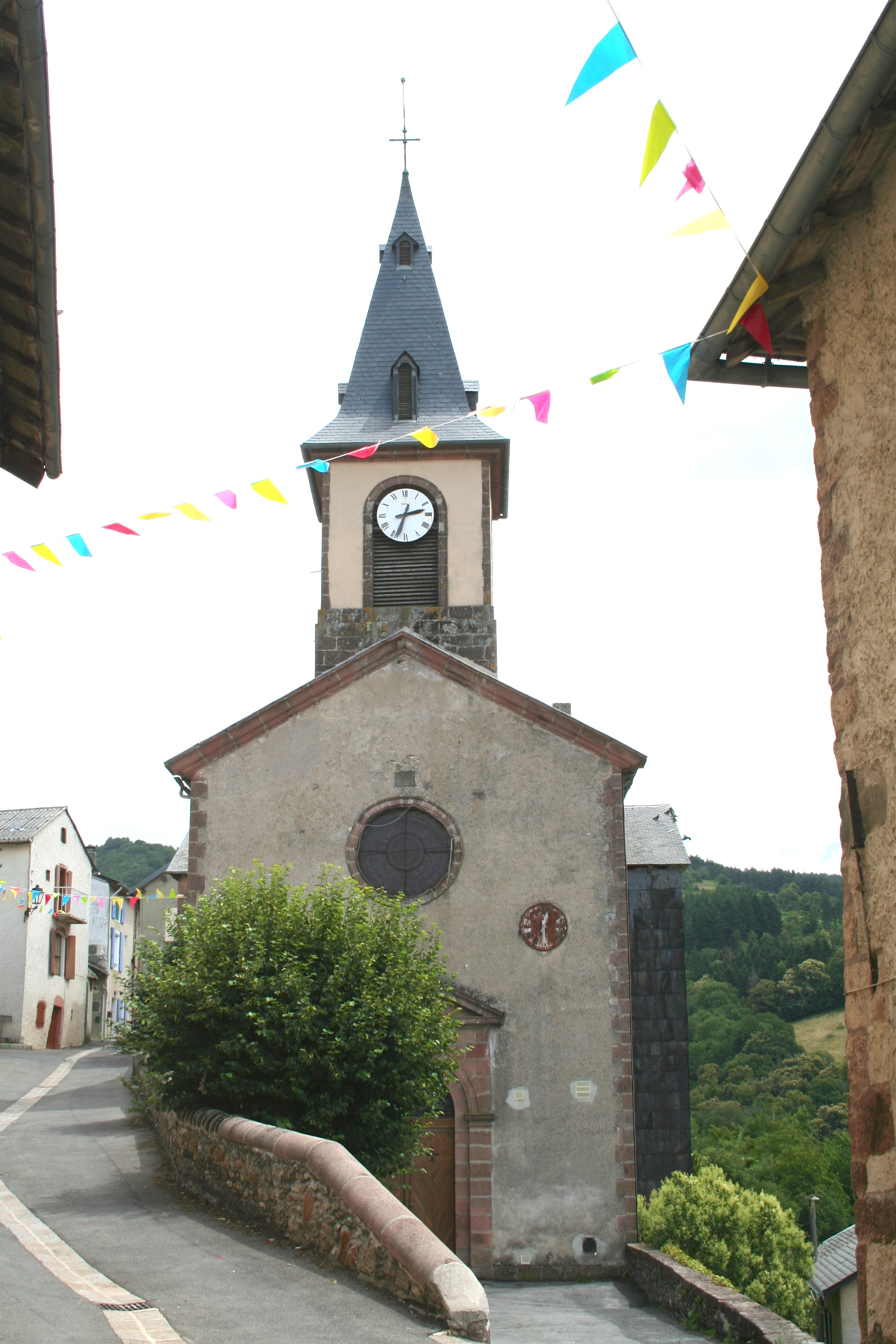
Kirche Sainte-Marie-Madeleine

- Kirche Sainte-Marie-Madeleine